# 武藤一雄
武藤 一雄（むとう かずお、1913年8月2日 - 1995年6月27日）は、日本の宗教哲学者。京都大学名誉教授。キェルケゴールを専門とした。

## 経歴
出生から修学期
1913年、長崎県長崎市で生まれた。京都帝国大学文学部に進学し、田辺元に師事した。
哲学研究者として
1946年、第三高等学校教授に就いた。1950年、京都大学教養部助教授となり、1957年に文学部助教授に配置換え。1962年、学位論文『神学と宗教哲学との間』を京都大学に提出して文学博士号を取得。同年11月に同教授昇格。1977年に京都大学を定年退官し、名誉教授となった。その後は関西学院大学教授として教鞭を執った。同大学を退任後は、龍谷大学教授を務めた。

## 受賞・栄典
- 1986年11月：勲三等旭日中綬章を受章。

## 著作
著書
- 『信仰と倫理：キエルケゴールの問題』法蔵館 1950
- 『宗教哲学』日本基督教青年会同盟〔現代キリスト教シリーズ〕1955
- 『神学と宗教哲学との間』創文社 1961
- 『キェルケゴール：その思想と信仰』国際日本研究所 1967
- 『宗教哲学の新しい可能性』国際日本研究所 1974
- 『神学的・宗教哲学的論集』(全3巻) 創文社 1980-1993

共編
- 『キリスト教を学ぶ人のために』平石善司共編、世界思想社 1985

訳書
- 『キリスト教と現代』バージル・ウイレー（英語版）著、川田周雄共訳、創文社〔フォルミカ選書〕1955
- 『使徒パウロの神秘主義』(シュヴァイツァー著作集 10,11巻) 岸田晩節共訳、白水社 1957-1958
- 『愛のわざ』(キルケゴール著作集 15,16巻) 芦津丈夫共訳、白水社 1964
- 『自由としての恩寵（抄）』(現代キリスト教思想叢書 13)カール・ラーナー著、片柳栄一共訳、白水社 1974
- 『宗教社会学』マックス・ウェーバー著、薗田宗人・薗田坦共訳、創文社 1976

担当「第2部 第5章 経済と社会」
- 『出会い／自伝と交友』(ティリッヒ著作集 10) 片柳栄一共訳、白水社 1978

論文
- Cinii(武藤 一雄)

## 参考
- 京都大学文学部の百年